# Бабин (Косівський район)
Ба́бин — село Косівського району Івано-Франківської області. Входить до складу Косівської міської громади.

## Мовні особливості
Село нанесено на «Атлас української мови».

## Релігія
Докладніше: Церква Вознесіння Господнього (Бабин)
Гуцульська дерев'яна церква Вознесіння Господнього 1896 р., Належить до ПЦУ. Настоятель митрофорний протоієрей Михайло Ганущак. У радянський період церква  охоронялась як пам'ятка архітектури Української РСР (№ 1159). Церква хрестоподібна п'ятизрубна в плані з великим центральним зрубом нави та відносно вузькими зрубами бокових рамен, однобанна, з опасанням. Стіни над опасанням перекриті карбованою бляхою.

## Водоспади

### Водоспад Бабинець
Розташований майже в центрі села, позаду сільської церкви. Висота — 4 м.

### Бабинець Нижній
За 100 м нижче від водоспаду Бабинець, біля пішохідного моста, розташований водоспад Бабинець Нижній, заввишки 1,5 м.

## Відомі особистості
В поселенні народився:
- Андріюк Лук'ян Васильович (нар. 1951) — український медик.